# 2000 AR200
2000 AR200 är en asteroid i huvudbältet som upptäcktes den 9 januari 2000 av LINEAR i Socorro County, New Mexico.
Asteroiden har en diameter på ungefär 7 kilometer och den tillhör asteroidgruppen Eunomia.